# Farkas József (etnográfus)
Farkas József (Mátészalka, 1931. július 8. – Mátészalka, 2002. április 6.) magyar muzeológus, etnográfus.

## Életpályája
Általános iskoláját Mátészalkán végezte el. Debrecenben kereskedelmi iskolában tanult tovább. A II. világháború idején a debreceni közgazdasági technikum diákjaként tanult; édesapja munkaszolgálatosként a fronton volt. Ezután egy évet a Népi Kollégiumok Országos Szövetségenél volt, majd állami kollégista lett. 1949-ben érettségizett kitüntetéssel. Tanár lett, a Budapesti Műszaki Egyetemre került. Ezután átkerült a debreceni Kossuth Lajos Tudományegyetem Bölcsészettudományi Karának történelem szakára; 1955-ben diplomázott. 1954-ben igazgatóhelyettes lett Nyíregyházán a megyei könyvtárban, majd beosztott módszertani könyvtáros volt. Ezt a munkát végezte 1957. március elsejéig. Kocsordon kapott tanári állást. Két év múlva Mátészalkán lett könyvtárvezető a Mátészalkai Járási Könyvtárban. Az 1956-os forradalomkor megválasztották a Dr. Kovács István irányításával megjelenő „Szabad Szatmár-Bereg” című lap öttagú szerkesztőbizottságába. 1959-ben a mátészalkai Baross László Mezőgazdasági Technikumb történelem tanára lett, majd miután megvédte doktoriját, kinevezték a megye középiskoláinak történelem szakos felügyelőjévé. 1972-től kezelte azt a gyűjteményt, amelyet Márton Árpád gimnáziumi tanár gyűjtött, s amely később a Szatmári Múzeum alapját képezte. 1974-ben a Jósa András Múzeum igazgatója kérte ki mátészalkai iskolájából, s nevezte ki a múzeum munkatársának. Ezzel elindult a Szatmári Múzeum megszervezése. 1992-ben nyugdíjba vonult.
Gunda Bélával, Ortutay Gyulával, Tálasi Istvánnal, Szabó Mátyással, Róna-Tas Andrással dolgozott együtt. Könyvei, tanulmányai, újságcikkei felbecsülhetetlen kincsei Mátészalka és az egész szatmári vidék történetének, néprajzának.

## Családja
Édesapja, Farkas József suszter, csizmadia volt. 1957 augusztusában házasságot kötött Gyarmati Máriával. 
Sírja a mátészalkai temetőben van. Szobra, Bíró Lajos alkotása a Szatmári Múzeum előterében látható.

## Díjai
- Kiváló Népnevelő (1980)
- Zalka Máté-díj (1982)
- Magyar Népköztársaság Csillagrendje (1989)[2]
- Pro Urbe Mátészalka (1999)